# Circonscription de Segno Gebeya
 (novembre 2024).
Si vous disposez d'ouvrages ou d'articles de référence ou si vous connaissez des sites web de qualité traitant du thème abordé ici, merci de compléter l'article en donnant les références utiles à sa vérifiabilité et en les liant à la section « Notes et références ».
La circonscription de Segno Gebeya est une des 177 circonscriptions législatives de l'État fédéré Oromia, elle se situe dans la Zone Ouest Wellega. Sa représentante actuelle est Dule Tesema Jawo.